# Phyllonorycter pyrispinosae
Phyllonorycter pyrispinosae là một loài bướm đêm thuộc họ Gracillariidae. Nó được tìm thấy ở Thổ Nhĩ Kỳ.
Chiều dài cánh trước là about 3.8 mm.
Ấu trùng ăn Pyrus spinosa. Chúng ăn lá nơi chúng làm tổ. Tổ nằm ở mặt dưới của lá.